# 纳粹党焚书

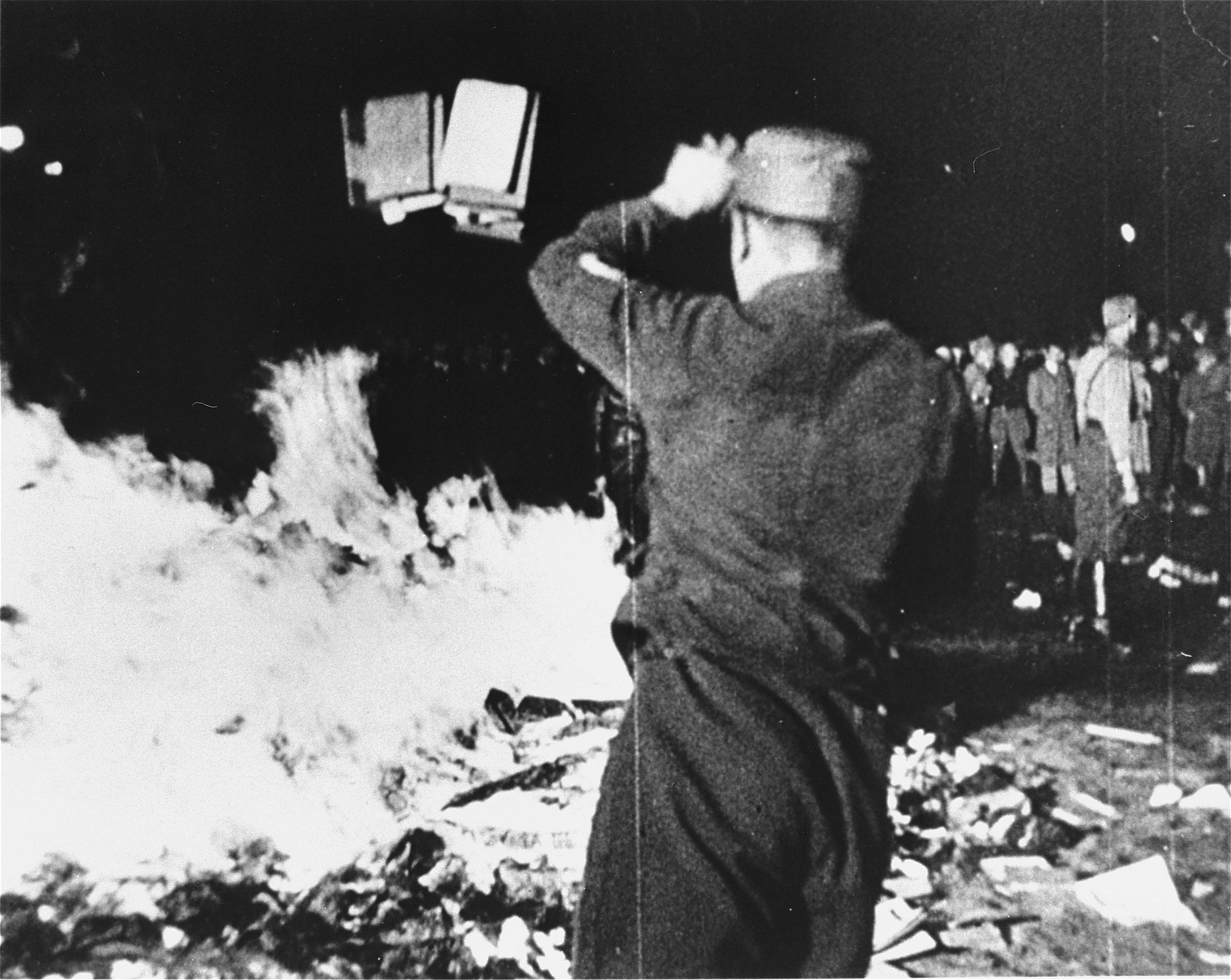
1933年5月10日起在国家歌剧院门前广场公开焚烧纳粹党禁书

纳粹党焚书，是指纳粹党夺取德国政权后几个月后，1933年5月10日，在纳粹德国的柏林歌剧院广场（今倍倍尔广场），5000多名德国大学生将两万多本书焚毁。纳粹党焚书由纳粹德国宣传部以及两个学生联合会完成的，同期在纳粹德国和奥地利多地均有焚书活动。
1933年3月，纳粹党公布首批所谓“有害的不受欢迎的文献”名单。纳粹党焚毁被其定义为“非德意志”（undeutsch）书籍，主要是犹太人作家书籍，但也有其他对纳粹思想持质疑态度的作者。纳粹德国宣传部长戈培尔在1933年5月10日柏林焚书现场喊道："被夸大的犹太知识分子时代如今终结了……如果你们大学生行使权力，将精神糟粕扔进火焰，那么，你们也要承担义务，在这些垃圾所在的地方，为真正的德意志精神扫清道路。"然后是点火。但在倾盆大雨之下很难点燃，必须得让消防队往上面浇汽油。
共有近百位德国作者和近40位外语作家，包括犹太人、和平主义、宗教、古典自由主义、无政府主义、社会主义和共产主义书籍。最开始焚烧的是马克思和考茨基的书籍。这些作者包括：
- 马克思
- 考茨基
- 布莱希特
- 图霍尔斯基
- 凯斯特纳：凯斯特纳在柏林焚书现场看着自己的作品被焚烧, 并在他的书中写下

“在1933年，我的书籍在柏林的国家歌剧院旁的大广场上，被一个名叫戈培尔的家伙以阴郁而庄重的仪式焚烧。二十四位德国作家被他以得意的语气逐一提名，象征性地将他们永远抹去。我是这二十四人中唯一亲自到场观看的人。我站在大学前，夹在身穿SA制服的学生中间，看到我们的书飞向跳动的火焰，听着那个狡诈的小骗子的煽动性言辞。城市上空笼罩着葬礼般的天气。被打碎的马格努斯·赫希菲尔德的半身像的头颅高高竖在一根长杆上，在无声的人群上方摇摆着，令人作呕。突然，一个尖锐的女性声音叫道：“凯斯特纳在那里！”一位年轻的歌舞表演者和她的同伴挤过人群，发现了我。她们的惊讶过于夸张, 我感到不安，但什么也没有发生。（虽然在那段时间里，确实发生了很多事情。）书籍仍然不断飞向火焰。那个狡诈的小骗子的咆哮依旧响起。穿着棕色制服的学生们，戴着冲锋带，目不转睛地盯着火焰和那位手舞足蹈的小恶魔。在接下来的十年里，我只在少数几次出国时看到过我的书。在哥本哈根、在苏黎世、在伦敦。成为一个被禁止的作家是一种奇怪的感觉，在祖国的书店货架和橱窗里我永远找不到我的书。没有一座德国城市有我的书，连故乡都没有“
- 海恩里希·曼
- 德布林
- 爱因斯坦
- 弗洛伊德
- 海明威
- 纪德[5]
- 海涅
- 卡夫卡
- 雷马克
- 马格努斯·赫希菲尔德